# Бела Црква
Бела Црква је градско насеље у Србији и седиште истоимене општине у Јужнобанатском управном округу. Према попису из 2022. било је 7.456 становника. Налази се на југоистоку српског дела Баната, близу границе са Румунијом. Белоцркванска језера, Делиблатска пешчара и Загајичка брда на периферији града су популарне туристичке дестинације.

## Називи
Бела Црква је позната по још неким називима на другим језицима: мађ. Fehértemplom,  , чеш. Bílý Kostel, рум. Biserica Alba.

## Историја
Бела Црква, градић са четири имена и немачким наслеђем. Трагови барокног сјаја провинцијалне панонске вароши Бела Црква, градић на самом југоистоку Војводине, попут многих других војвођанских градова, својевремено се дичила са чак четири имена — осим српског назива, у званичним документима стајало је и Fehertemplom (1355—1459), Weisskirchen (1717—1872) и Biserica Alba, Бела Црква од 1918. г. што су имена града на мађарском, немачком, румунском и српском језику.

### Оснивање
Током дужег периода седиште белоцркванске котлине и околних обронака банатских планина била је фортификација-тврђава Паланка, која се налазила на ушћу реке Караш и Нере у Дунав, а важила је за војни и административни центар нахије или дистрикта. На супротној десној обали Дунава смештена је тврђава Рам. Обе тврђаве су из времена Римског царства чија је главна сврха била одбрана границе од варварских народа, као и заштита улаза у Банатску, односно Ђердапску клисуру. Белу Цркву је основао 1717. године гроф Мерсију, као немачко колонистичко село након освајања паланачке тврђаве и нахије 1716. године у Аустријско-турском рату (1716–1718). Ново место за колонизацију је изабрано 10 километара низводно од ушћа Нере и тврђаве Паланке. Колонисти су подигли прво насеље недалеко од десне обале Нере, на оближњем брду, на коме су се налазиле рушевине српског манастира и села, стара Бјелија Церкве, које је страдало нешто пре 1690. године током Рата свете лиге, а чије избегло становништво када се вратило населило у оближњу Сувају. Срби су паланачку нахију, односно белоцркванску котлину и обронке банатских планина, већ насељавали, где су имали формиране манастире, села и насеобине. Највероватније се ради о аутохтоним Србљима деспота Ђурђа Бранковића и његовог сина Јована. Данашња Бела Црква је млађе насеље од села које је окружују, попут: Црвене Цркве, Крушчице, Кусића, Соколовца, Златице и легендарног Базијаша. Занимљиво да данас, на почетку 21. века, између две пограничне локалне заједнице, Општине Бела Црква и Општине Соколовац, нису успостављене задовољавајуће социјалне и културне везе. Ново насеље је формирано као војна насеобина у којој има цивилни досељеника. Њихово досељавање изводи се организован и плански а транспорт се врши Дунавом малим лађама до означеног одредишта. Годин 1735. у Белој Цркви живи поприличан број Немаца и мали број Срба, а стално је била стационирана 2. чета српске милиције. Највећи број досељеника је из удаљених крајева Светог римског немачког царства. Гроф Мерсију је наредио колонизацију, тако да је у периоду од 1725. до 1727. насељено првих 200-300 Немаца из Франачке и Хесена.
Атар града Беле Цркве био је насељен још у праисторијско доба. Код Сиглове циглане ископани су остаци некадашњег насеља, а код дударе гроб урни из бронзаног доба.
Садашња Бела Црква јавља се у XIV веку — 7. новембра 1355. године помиње се први пут у предикату њеног власника.
Њихова упорност и храброст није, међутим, остала без резултата, те у време владавине Марије Терезије Бела Црква доживљава прави процват, иза којег стоји предузимљивост и марљивост немачких трговаца, занатлија и виноградара. Град израстао на обронцима Карпата, на благо заталасаној равници, већ својим географским положајем у ствари је био предодређен за узгој винове лозе, што су максимално искористили немачки досељеници и изградили имиџ виноградарског краја у којем успевају добро грожђе и исто тако добро вино.

### Период до Првог светског рата
Прво стрељачко удружење на подручју Србије основано је 1777. у Белој Цркви. Прва железничка пруга на подручју данашње Србије је управо настала у Општини Бела Црква и пуштена је у рад 1856. године. Траса којом се кретали први возови је била: Оравица — Ракаждија — Јам — Јасеново — Бела Црква — Базијаш.
Подручје Беле Цркве је било политички одвојено од остатка Војводине. Вршац, Зрењанин и друга места били су у саставу Српске Војводине, и касније су прикључени Мађарском краљевству (део Аустроугарске) док је подручје Беле Цркве било у саставу Војне крајине, номинално са својим законима, али под круном аустријског цара. Тек по укидању Војне Крајине 1872. године, Бела Црква постаје интегрални део Мађарског краљевства све до 1918. године када постаје део Србије.

### Међуратни период
После распада Аустроугарске монархије већина Немаца, чији је матерњи језик био немачки, постали су југословенски држављани, углавном против своје воље. Са доласком Хитлера на власт њихов положај се посебно погоршао. За време Другог светског рата већина Немаца у Белој Цркви била је политички пасивна. Поделом Баната између Србије и Румуније дошло је до великог сакаћења Општине Бела Црква, чији најпросперитетнији део, са обрадивим земљиштем и воћњацима остаје у Румунији. Тада почиње и економска стагнација града и општине, а примат у јужном Банату преузима Вршац. Број становника опада, као и цена некретнина, што је, додуше, привукло "велики број пензионера, а највише из Немачке".
Након победе Октобарске револуције у Русији, у Белу Цркву долази велики број "белих" емиграната. Они бивају прихваћени као држављани Краљевине СХС, и добијају смештај. Читаве руске школе су пребачене на ова подручја, посебно Кадетски руски корпус, који је ту имао школу све до Другог светског рата.

### Други светски рат и злочини Немаца над Србима и Јеврејима Беле Цркве
Доласком Адолфа Хитлера на власт у Немачкој, буди се немачки национализам и у Краљевини Југославији. Највећи део немачког народа пристаје на страну нацизма док мањина остаје пасивна и неопредељена а један мањи део је помагао НОБ. Априлски рат је био изузетно кратак и Немци су окупирали град. Бела Црква је номинално била део Баната прикљученог Недићевој Србији, али сву власт је имала немачка национална мањина. Одмах по доласку у Белу Цркву, немачки окупатори потпомогнути домаћим немачким становништвом извршили су геноцид над Белоцркванским Јеврејима, од којих скоро нико није преживео рат.
Немачки окупатор, здушно потпомогнут домаћим Немцима из Беле Цркве чинио је разне злочине над Србима и Јеврејима. Тако, једно време Србима и Јеврејима чак није било дозвољено да шетају градским шеталиштем, које је било резервисано само за Немце. Пљачке и отимачина јеврејске имовине у Белој Цркви од стране Немаца биле су изузетно честе.
У Белој Цркви је марта 1942. године основана немачка 7. СС добровољачка брдска дивизија Принц Еуген, злогласна по злоделима над српским народом у Југославији. Током самог рата, немачки окупатори починили су злочине над српским народом, посебно масовним стрељањима широм Баната па и Белој Цркви. Године 1943. извршено је тако масовно стрељање српског становништва. Доласком ослобођења, немачко становништво у страху од одмазде углавном бежи. Многи од њих су настрадали у возу који је дигнут у ваздух, а они који су успели да побегну, настанили су се у Аустрији и Немачкој.
Немци, који из одређених разлога нису успели да оду из Беле Цркве, послати су у концентрационе и радне логоре у јужном и средњем Банату, где је много њих изгубило живот. Њихова имовина је подељена победницима, највећим делом колонистима пристиглим из Црне Траве, Црне Горе, БиХ, Лике и Кордуна.

## Култура
Најзначајнији објекти настали су крајем 18. века, а саграђени су у барокном стилу. Од барокних зграда најзначајније су римокатоличка и православна црква, зграда општине, Дом Војске, ватрогасни дом и остале зграде. Главну физиономију града дају објекти сазидани и реконструисани у стилу бечке сецесије, тако да је Бела Црква по томе карактеристична.
У овој варошици некада је живело знатно више нација и говорило знатно више језика, тако да и данас можете срести презимена која недвосмислен казују да су она у панонску низину стигла из различитих крајева Европе — немачких, француских, мађарских, италијанских, јеврејских, румунских, ромских, чешких, словачких, украјинских, руских области... Ипак, велики број тих презимена данас само по свом пореклу и морфологији припада другим нацијама, док њихови власници носе најчешће другу националност. Стицај историјских прилика је овде учинио своје те је од многонационалног градића, са неколико вера и још више језика Бела Црква постала већински српски град, са много националних мањина, али углавном малобројних. Ако се погледа попис становништва обављен 1910. и 2002. године, однос је врло очигледан. Почетком 20. века у граду са 11524 становника, Немаца је било 6062, Срба 1994, Румуна 1806, Мађара 1203 уз незнатан број Чеха, Словака итд. попис 2002. je показао да од 23707 становника, око 19 хиљада чине Срби, док се остали изјашњавају као Румуни, Мађари, Словаци, Чеси. Међу њима је тек 10 Немаца. Додуше, Немаца који се могу препознати по немачким именима и презименима, јер многи од грађана са ортодоксним немачким именима и презименима, у ствари, и не говоре немачки језик те се више и не осећају Немцима.
У традицији и свакодневном животу града и околних села становници, данас нажалост много сиромашнији и неразвијенији од својих стварних могућности, овај град још чува остатке урбане лепоте средњоевропских вароши и многе културне навике Европљана, као што је рецимо традиција уређивања кућа, или кухиња са приметним утицајем швапских јела. Једна од атрактивнијих манифестација коју Бела Црква и дан-данас негује је надалеко познати карневал цвећа датира из 1852, традиција стара 150 година, чији су почеци везани управо за време немачке доминације. О некадашњем економском и културном процвату Беле Цркве донекле говори и немачко гробље, са прекрасним мермерним споменицима. Бела Црква спада у ред војвођанских градова у коме је до данашњих дана сачуван велики број објеката културно-историјских вредности.

## Привреда
Град Бела Црква као културни, привредни и политички центар овог подручја основан је Weisskirchen 1717. године. Пре свега, био је културни центар предодређен за развој виноградарства. Године 1926. 70% становништва Јужног Баната бавило се виноградарством. Воћарство и земљорадња били су интензивно развијани. Вино, ракија, ликер и коњак били су производи који су се извозили по целој Европи. Управо је структура поднебља створила услове да Банат у XX-веку постане највећи произвођач свилених буба.
Почетком XX века поред града је било засађено преко десет хиљада ланаца винограда, а производило се 50 до 60 хиљада хектолитара вина. Већина тих винограда је искрчена после 1945. године, са доласком нових становника, те је данас виноградарство тек споредна привредна грана.
У Белој Цркви је 1876. године било пет фабрика свиле, успешно су радиле и фабрике цигле и црепа, коњака и ликера, парна стругара, фабрика прехрамбених производа, коже, млинска индустрија, мајдана за багеровање шљунка, три фабрике содне воде, штампарије и вештачко градинарство. Развијало се цвећарство, а већ 1931. године у Белој Цркви је радило 349 занатских удружења, а било је и 392 радње.

## Географија
Белоцркванска котлина спуштена је између Вршачких планина на северу, до Дунава на југу и Карпатских планина на истоку. Она је отворена према западу — Панонској низији, због чега у односу на њу представља њен повећи залив. Ветрови су у котлини навејали лес и песак. Лес покрива све ниже пределе котлине, док је песак навејан на западној страни у облику дугачких дина у правцу југоисток-северозапад. Овај песак одваја Белу Цркву од Делиблатске пешчаре.
Бела Црква се налази у централном делу проширења реке Нере наслањајући се на њен северни, виши обод, а јужније спушта се у влажну и баровиту Нерину долину. Ово више земљиште врло је погодно за виноградарске културе, а остало земљиште за земљорадњу. Као тле некадашњег Панонског мора, ово земљиште има велики привредни значај. Земљиште око Беле Цркве пружа повољне услове за развој виноградарства и воћарства. Због тако погодних услова, котлина је густо насељена. Бела Црква лежи у тој плодној и винородној котлини на надморској висини од 89,5 m.
Белоцркванска општина простире се на 353 km² површине. Има око 21.500 хектара оранице. Остали део земљишта чине: ливаде, пашњаци, виногради, воћњаци, шуме и друго.
Кроз белоцркванску котлину протичу реке Караш и Нера, а пресеца је и канал Дунав—Тиса—Дунав.
Нера је лева и најмања притока Дунава. Она извире у Румунији а у нашу земљу улази код села Кусића. Од тог места па до ушћа у Дунав, Нера представља граничну реку према Румунији у дужини од 27 km.
Општина, поред Беле Цркве, обухвата и следећа насеља и села:
1. Банатска Паланка
2. Стара Паланка
3. Банатска Суботица
4. Врачев Гај
5. Гребенац
6. Добричево
7. Дупљаја
8. Јасеново
9. Кајтасово
10. Калуђерово
11. Крушчица
12. Кусић
13. Црвена Црква
14. Чешко Село

## Клима
Бела Црква и околина имају умерено континенталну климу коју карактеришу дуга и топла лета, нешто хладнија, а понекад хладна и снеговита зима, краћа пролећа и топлија јесен. Клими овог краја посебну специфичност даје кошава. То је јак, сув и слаповит ветар који дува и до три недеље. Кошава је југоисточни ветар који дува у правцу северозапада. Осим кошаве доста често дува северац и северозападни ветар. Северац је хладан ветар и најчешће дува зими, а северозападни ветар доноси кишу.

## Туризам
У околини Беле Цркве постоји шест већих и више мањих вештачких језера, насталих експлоатацијом шљунка. Језера су различите величине и дубине а из највећег се још увек вади шљунак, тако да се његова површина повећава. Језера чине добру основу за развој летњег купалишног и спортско-рекреативног туризма, као и спортског риболова. У самом граду налази се „Градско језеро“ које има уређену плажу, ауто-камп, ресторан, бунгалове... У близини Врачев Гаја налази се „Врачевгајско језеро“ које је амбијентално лепо уређено и погодно је за камповање.
Осим Карневала цвећа у Белој Цркви се организује још једна културна манифестација, „Лов на Бесија“ (лов на сома капиталца).
- Црква Св. Петра и Павла
- Руска црква
- Румунска црква
- Римокатоличка црква Свете Ане

## Демографија
У насељу Бела Црква живи 8500 пунолетних становника, а просечна старост становништва износи 39,1 година (36,9 код мушкараца и 41,0 код жена). У насељу има 3899 домаћинстава, а просечан број чланова по домаћинству је 2,71 (попис 2002).
Ово насеље је углавном насељено Србима (према попису из 2002. године), а у последња четири пописа, примећен је пад у броју становника.
| Промена популације места током 20. и 21. века (без података са задњег пописа становништва) | \| Демографија[7] \| Демографија[7] \| Демографија[7] \| \| Година \| Становника \| Становника \| \| -------------- \| -------------- \| -------------- \| \| 1948. \| 9.428 \| \| \| 1953. \| 9.803 \| \| \| 1961. \| 10.722 \| \| \| 1971. \| 11.084 \| \| \| 1981. \| 12.317 \| \| \| 1991. \| 11.634 \| 11.014 \| \| 2002. \| 10.675 \| 11.718 \| \| 2011. \| 8.868 \| \| |            |
| Демографија                                                                                | |            |
| Година                                                                                     | Становника | Становника |
| 1948.                                                                                      | 9.428 |            |
| 1953.                                                                                      | 9.803 |            |
| 1961.                                                                                      | 10.722 |            |
| 1971.                                                                                      | 11.084 |            |
| 1981.                                                                                      | 12.317 |            |
| 1991.                                                                                      | 11.634 | 11.014     |
| 2002.                                                                                      | 10.675 | 11.718     |
| 2011.                                                                                      | 8.868 |            |

| Етнички састав према попису из 2002.‍ | Етнички састав према попису из 2002.‍ | Етнички састав према попису из 2002.‍ | Етнички састав према попису из 2002.‍ | Етнички састав према попису из 2002.‍ |
| ------------------------------------ | ------------------------------------ | ------------------------------------ | ------------------------------------ | ------------------------------------ |
|                                      |                                      |                                      |                                      |                                      |
| Срби                                 | Срби                                 |                                      | 8.222                                | 77,02%                               |
| Чеси                                 | Чеси                                 |                                      | 511                                  | 4,78%                                |
| Југословени                          | Југословени                          |                                      | 267                                  | 2,50%                                |
| Роми                                 | Роми                                 |                                      | 266                                  | 2,49%                                |
| Румуни                               | Румуни                               |                                      | 188                                  | 1,76%                                |
| Мађари                               | Мађари                               |                                      | 180                                  | 1,68%                                |
| Црногорци                            | Црногорци                            |                                      | 131                                  | 1,22%                                |
| Македонци                            | Македонци                            |                                      | 64                                   | 0,59%                                |
| Хрвати                               | Хрвати                               |                                      | 59                                   | 0,55%                                |
| Муслимани                            | Муслимани                            |                                      | 30                                   | 0,28%                                |
| Немци                                | Немци                                |                                      | 29                                   | 0,27%                                |
| Словаци                              | Словаци                              |                                      | 18                                   | 0,16%                                |
| Руси                                 | Руси                                 |                                      | 14                                   | 0,13%                                |
| Словенци                             | Словенци                             |                                      | 11                                   | 0,10%                                |
| Албанци                              | Албанци                              |                                      | 11                                   | 0,10%                                |
| Бугари                               | Бугари                               |                                      | 8                                    | 0,07%                                |
| Бошњаци                              | Бошњаци                              |                                      | 4                                    | 0,03%                                |
| Русини                               | Русини                               |                                      | 3                                    | 0,02%                                |
| Власи                                | Власи                                |                                      | 3                                    | 0,02%                                |
| Украјинци                            | Украјинци                            |                                      | 1                                    | 0,00%                                |
| Горанци                              | Горанци                              |                                      | 1                                    | 0,00%                                |
| Буњевци                              | Буњевци                              |                                      | 1                                    | 0,00%                                |
| непознато                            | непознато                            |                                      | 335                                  | 3,13%                                |

| \| \| м \| \| \| ж \| \| ? \| 45 \| \| \| 46 \| \| 80+ \| 60 \| \| \| 147 \| \| 75—79 \| 107 \| \| \| 209 \| \| 70—74 \| 154 \| \| \| 277 \| \| 65—69 \| 236 \| \| \| 338 \| \| 60—64 \| 254 \| \| \| 285 \| \| 55—59 \| 250 \| \| \| 269 \| \| 50—54 \| 472 \| \| \| 472 \| \| 45—49 \| 430 \| \| \| 498 \| \| 40—44 \| 381 \| \| \| 404 \| \| 35—39 \| 289 \| \| \| 314 \| \| 30—34 \| 336 \| \| \| 325 \| \| 25—29 \| 417 \| \| \| 404 \| \| 20—24 \| 390 \| \| \| 389 \| \| 15—19 \| 382 \| \| \| 329 \| \| 10—14 \| 354 \| \| \| 325 \| \| 5—9 \| 327 \| \| \| 269 \| \| 0—4 \| 258 \| \| \| 233 \| \| Просек : \| 36,9 \| \| \| 41,0 \| |      |  |  |      |
| |      |  |  |      |
| | м    |  |  | ж    |
| ? | 45   |  |  | 46   |
| 80+ | 60   |  |  | 147  |
| 75—79 | 107  |  |  | 209  |
| 70—74 | 154  |  |  | 277  |
| 65—69 | 236  |  |  | 338  |
| 60—64 | 254  |  |  | 285  |
| 55—59 | 250  |  |  | 269  |
| 50—54 | 472  |  |  | 472  |
| 45—49 | 430  |  |  | 498  |
| 40—44 | 381  |  |  | 404  |
| 35—39 | 289  |  |  | 314  |
| 30—34 | 336  |  |  | 325  |
| 25—29 | 417  |  |  | 404  |
| 20—24 | 390  |  |  | 389  |
| 15—19 | 382  |  |  | 329  |
| 10—14 | 354  |  |  | 325  |
| 5—9 | 327  |  |  | 269  |
| 0—4 | 258  |  |  | 233  |
| Просек : | 36,9 |  |  | 41,0 |

| Година пописа     | 1948. | 1953. | 1961. | 1971. | 1981. | 1991. | 2002. |
| ----------------- | ----- | ----- | ----- | ----- | ----- | ----- | ----- |
| Број домаћинстава | 2.733 | 2.801 | 3.156 | 3.392 | 3.949 | 3.842 | 3.899 |

| Број чланова      | 1   | 2   | 3   | 4   | 5   | 6  | 7  | 8 | 9 | 10 и више | Просек |
| ----------------- | --- | --- | --- | --- | --- | -- | -- | - | - | --------- | ------ |
| Број домаћинстава | 934 | 985 | 766 | 864 | 242 | 76 | 19 | 8 | 3 | 2         | 2,71   |

| Пол    | Укупно | Неожењен/Неудата | Ожењен/Удата | Удовац/Удовица | Разведен/Разведена | Непознато |
| ------ | ------ | ---------------- | ------------ | -------------- | ------------------ | --------- |
| Мушки  | 4.203  | 1.287            | 2.555        | 187            | 149                | 25        |
| Женски | 4.706  | 953              | 2.561        | 883            | 287                | 22        |
| УКУПНО | 8.909  | 2.240            | 5.116        | 1.070          | 436                | 47        |

| Пол    | Укупно                    | Пољопривреда, лов и шумарство | Рибарство                            | Вађење руде и камена | Прерађивачка индустрија       |
| ------ | ------------------------- | ----------------------------- | ------------------------------------ | -------------------- | ----------------------------- |
| Мушки  | 1.980                     | 355                           | 6                                    | 21                   | 299                           |
| Женски | 1.461                     | 193                           | 0                                    | 7                    | 248                           |
| Укупно | 3.441                     | 548                           | 6                                    | 28                   | 547                           |
|        |                           |                               |                                      |                      |                               |
| Пол    | Производња и снабдевање   | Грађевинарство                | Трговина                             | Хотели и ресторани   | Саобраћај, складиштење и везе |
| Мушки  | 26                        | 171                           | 209                                  | 67                   | 107                           |
| Женски | 19                        | 19                            | 263                                  | 54                   | 31                            |
| Укупно | 45                        | 190                           | 472                                  | 121                  | 138                           |
|        |                           |                               |                                      |                      |                               |
| Пол    | Финансијско посредовање   | Некретнине                    | Државна управа и одбрана             | Образовање           | Здравствени и социјални рад   |
| Мушки  | 18                        | 20                            | 342                                  | 68                   | 73                            |
| Женски | 35                        | 19                            | 93                                   | 113                  | 229                           |
| Укупно | 53                        | 39                            | 435                                  | 181                  | 302                           |
|        |                           |                               |                                      |                      |                               |
| Пол    | Остале услужне активности | Приватна домаћинства          | Екстериторијалне организације и тела | Непознато            | Непознато                     |
| Мушки  | 50                        | 2                             | 0                                    | 146                  | 146                           |
| Женски | 45                        | 2                             | 0                                    | 91                   | 91                            |
| Укупно | 95                        | 4                             | 0                                    | 237                  | 237                           |